# Huge
Huge (2010) – amerykański serial obyczajowy wyprodukowany przez Alloy Entertainment i ABC Family Original Productions. Serial powstał na podstawie powieści Sashy Paley pod tym samym tytułem.
Światowa premiera serialu miała miejsce 28 czerwca 2010 roku na antenie ABC Family. Ostatni odcinek serialu został wyemitowany 30 sierpnia 2010 roku.

## Opis fabuły
Serial opowiada o losach grupy nastolatków mających problem z nadwagą, którzy zapisali się na obóz odchudzający.

## Obsada
- Nikki Blonsky jako Willamena "Will" Rader
- Hayley Hasselhoff jako Amber
- Raven Goodwin jako Becca
- Ari Stidham jako Ian
- Ashley Holliday jako Chloe
- Harvey Guillen jako Alistair
- Stefan Van Ray jako Trent
- Jacob Wysocki jako Dante Piznarski
- Gina Torres jako doktor Dorothy Rand
- Zander Eckhouse jako George
- Zoe Jarman jako Poppy
- Paul Dooley jako Joe "Salty" Salzniak
- Tia Texada jako Shay

## Spis odcinków
| Światowa premiera | N/o | Angielski tytuł        |
| ----------------- | --- | ---------------------- |
|                   |     |                        |
| SERIA PIERWSZA    |     |                        |
|                   |     |                        |
| 28.06.2010        | 01  | Hello, I Must Be Going |
|                   |     |                        |
| 05.07.2010        | 02  | Letters Home           |
|                   |     |                        |
| 12.07.2010        | 03  | Live Action Role Play  |
|                   |     |                        |
| 19.07.2010        | 04  | Talent Night           |
|                   |     |                        |
| 26.07.2010        | 05  | Movie Nigh             |
|                   |     |                        |
| 02.08.2010        | 06  | Spirit Quest           |
|                   |     |                        |
| 09.08.2010        | 07  | Poker Face             |
|                   |     |                        |
| 16.08.2010        | 08  | Birthdays              |
|                   |     |                        |
| 23.08.2010        | 09  | Parents Weekend        |
| 30.08.2010        | 10  | Parents Weekend        |
|                   |     |                        |